# Saint Seiya: Next Dimension
Saint Seiya: Next Dimension (聖闘士星矢 NEXT DIMENSION 冥王神話, Seinto Seiya: Nekusuto Dimenshon - Meiō Shinwa, litt. La Légende d'Hadès) est un manga de Masami Kurumada qui constitue la suite officielle et canonique du manga Saint Seiya. Il est prépublié entre avril 2006 et juillet 2024 dans le magazine Weekly Shōnen Champion de Akita Shoten et est compilé en un total de seize tomes. La version française est éditée par Panini Comics depuis novembre 2010.

## Synopsis
Next Dimension revient sur le combat final entre Athéna et Hadès en 1990 tel qu'il est raconté dans le dernier tome de Saint Seiya. Hadès est surpris par la ténacité de Seiya. Il réalise soudainement que le chevalier Pégase l'avait déjà mis en échec lors d'une précédente guerre sainte. Lors d'une passe d'armes, Hadès tente de tuer Athéna avec son épée, mais Seiya s'interpose et se trouve grièvement blessé par cette arme divine.
Quelque temps après la bataille finale, Athéna vient rendre visite à Seiya en catatonie sur un fauteuil roulant et s'effondre en larmes. L'arme d’Hadès est toujours plantée dans la poitrine de Seiya et progresse lentement vers son cœur. Seiya est condamné à très court terme.
Shun, le seul chevalier de Bronze à avoir retrouvé le chemin du Sanctuaire, part avec Athéna en terre d'Olympe en quête d'un moyen de revenir 250 ans plus tôt, lors de la précédente guerre sainte. Athéna pense en effet trouver un moyen de détruire l'épée d’Hadès et ainsi sauver Seiya.
Ce manga s’attache également à montrer les faits et gestes de Dohko et de Shion.

## Personnages

### Dieux
Saori Kido - AthénaLa réincarnation de la déesse Athéna au XXe siècle. Décidée à sauver Seiya d'une mort certaine, elle retourne dans le passé avec Shun afin de détruire l'épée d'Hadès. Cependant, Chronos ayant manigancé dans son dos, elle reprend une forme de bébé en arrivant dans le Sanctuaire du passé. Elle est sauvée d'une nouvelle tentative de meurtre par Shijima.
ArtémisDéesse de la lune, sœur d'Athéna, elle l'informe que seul Chronos permettra à Saori de retourner dans le passé afin de sauver Seiya. Elle reste cependant totalement opposée à l'attitude de sa sœur, qui s'entête à toujours prendre le parti pour sauver la race humaine en s'opposant aux Dieux.
Est un personnage qui apparaît également dans le manga Saint Seiya: Saintia Sho, un lien clair entre les deux manga.
HadèsDieu du monde des morts. Son esprit s'est réincarné dans le corps d'Alone au XVIIIe siècle.
ChronosDieu suprême du Temps, Il a pouvoir sur le temps et permet de voyager dans le temps. Seul Chronos a le pouvoir sur le temps, tandis que tous les autres dieux, y compris les 12 dieux de l'Olympe, n'ont aucun pouvoir sur le temps.
SashaLa réincarnation de la déesse Athéna au XVIIIe siècle, amie de Tenma et Alone.
AsclépiosDieu de la médecine et des serpents, dans la mythologie grecque(il est le treizième Gold Saint d'Ophiuchus, le plus puissant des 88 Saints de l'ère mythologique).
ApollonDieu du Soleil et frère aîné d'Athéna. Il vit dans le temple d'Apollon sur l'Olympe.

#### Chevaliers de bronze
Seiya de Pégaseà la suite de la guerre sainte contre Hadès dans les années 1990, il est immobilisé dans un fauteuil roulant car l'épée d'Hadès reste figée dans son cœur et s'apprête à le tuer définitivement. Ses anciens compagnons d'arme sont retournés dans le passé afin de détruire cette épée et ainsi le sauver.
Techniques : Pegasus Ryusei Ken (les météores de Pégase), Pegasus Suisei Ken (la comète de pégase), Pegasus Rolling Crash.
Tenma de PégaseIl est le chevalier de bronze de Pégase de l'ancienne Guerre sainte contre Hadès, disciple de Suikyô, chevalier de la Coupe. Il traverse les 12 temples avec Shun pour rejoindre Athéna.
Techniques : Pegasus Ryusei Ken (les météores de Pégase).
Shun d'AndromèdeIl décide de sauver Seiya après la victoire d'Athéna et de ses chevaliers sur Hadès. Il part pour cela dans le passé, durant la précédente Guerre sainte, accompagné de Saori.
Techniques : La Chaine nébulaire (ネビュラチェーン, Nebyura Chēn), La Défense tournoyante (ローリングディフェンス, Rōringu Difensu), La Vague du tonnerre (サンダーウェーブ, Sandā Uēbu), La Tempête nébulaire (Nebula Storm).
Ikki du PhénixIl rejoint son frère, Shun et Saori dans le passé après avoir affronté Raskmoon sur le Mont Olympe. Il se lance également à l'assaut des 13 temples pour rejoindre Athéna.
Techniques : L'illusion démoniaque du Phénix (鳳凰幻魔拳, Hōō Genma Ken), Les Ailes du phénix (鳳翼天翔, Hō Yoku Tenshō).
Hyôga du CygneIl arrive au sanctuaire, année 1990, et est le premier chevalier de Bronze à être confronté à l'Ange Tôma envoyé par Callisto pour tuer Seiya. Il part ensuite pour les 5 pics en Chine afin de convaincre Shiryu d'entrer une nouvelle fois en guerre contre Hadès mais dans le passé.
Techniques : Poussière de Diamant (Diamond Dust), Cercles de glace (Kolitso), Kholodnyi Smerch (Tonnerre de l'Aurore, Aurora Thunder Attack), L'Exécution de l'Aurore (Aurora Execution)
Shiryû du DragonTout d'abord réticent à partir de nouveau au combat pour une nouvelle guerre sainte, il finit par rejoindre Hyôga sur le Mont Olympe. Lors de son arrivée au sanctuaire du passé, il livrera combat contre son maître, Dohko.
Techniques : La Colère du Dragon (Rozan Shô Ryû Hâ), Rozan Kô Ryû Hâ, Les 100 Dragons Suprêmes de Rozan (Rozan Hyakû Ryû Hâ), Rozan Ryû Sho (Dragon volant), Excalibur.

#### Chevaliers d'argent
Shaina du Serpentaire (Ophiuchus)Chevalier d'argent, amoureuse de Seiya, elle assure temporairement sa protection. Elle prend ensuite la route des 12 maisons jusqu'à un lieu mystérieux situé entre les temples du Scorpion et du Sagittaire.
Techniques: (サンダー・クロウ Sandā kurou, Thunder Claw).
Marin de l'AigleChevalier d'argent, maître de Seiya, qui veille sur sa protection. Elle le sauve in extremis d'une violente chute provoquée par Tôma, Ange venu de l'Olympe.
Techniques: Ryuseiken, Eagle Tow Flash.
Suikyô de la CoupePuissant chevalier d'argent de la Coupe au XVIIIe siècle.

#### Chevaliers d'or
Shion du BélierDevenu chevalier d'or au début du volume 1 du manga, Shion se lance dans la bataille afin de protéger le Sanctuaire de l'assaut des spectres. Ancien compagnon d'arme de Suikyô avec lequel il s'est entraîné durant sa jeunesse. Il deviendra également le maître de Mu et futur grand-pope dans le XXe siècle.
Techniques : Spirale Stellaire (Stardust Revolution), Mur de Cristal (Crystal Wall).
Ox du TaureauChevalier d'or de grande puissance, gardien de la 2e maison du Zodiaque, il participe avec Izo à la punition de Dohko et Shion. Lors de l'assaut des Spectres, il affronte les Spectres et Suikyô dans son temple.
Techniques : Corne du Taureau (Great Horn).
Abel et Caïn des GémeauxChevalier d'or ayant deux âmes à la suite d'une malédiction, tiraillé entre le bien et le mal. Gardien de la 3e maison du Zodiaque, c'est un chevalier très mystérieux. Il s'oppose aux spectres et à Suikyô dans son temple. Il affronte également Ikki.
Techniques : Illusion Diabolique (Genrô Maô Ken), Une Autre Dimension (Another Dimension), Explosion Galactique (Galaxian Explosion), Kishikasei.
Deathtoll du CancerChevalier très malin mais naïf qui protège son temple de l'assaut de Suikyô et empêche Tenma et Shun de passer. Il construit des urnes funéraires dans son temple. Il aide Ikki du Phénix pour vaincre l'un des trois Juges de l'enfer, Vermeer du Griffon. Il est surnommé « Le fabricant de sarcophages ».
Dan's épisode G Assassin il se trouve que l'enseignant de DeathMask était DeathToll.
Techniques : Vagues d'Hadès (Seki Shiki Meikai Ha), Shabadabadaba's, Cancer All Beauty Ken, Peach Attack, Peach Bomber.
Kaiser du LionChevalier d'or du Lion du XVIIIe siècle, défenseur de la cinquième maison du signe du Lion et du Sanctuaire d'Athéna. Il s'oppose aux Spectres qui ont envahi le Sanctuaire ainsi qu'à Shun et Tenma qui tentent de traverser les 12 temples pour rejoindre Athéna.
Techniques : L'Éclair foudroyant  (Lightning Bolt), Le Plasma foudroyant (Lightning Plasma).
Shijima de la ViergeChevalier d'or de l'ancienne Guerre Sainte et gardien de la 6e maison du Zodiaque. Il sauve le bébé Athéna d'une tentative de meurtre de la part du Grand Pope. Il est stoppé dans sa fuite avec le nourrisson par un autre chevalier d'or traître à son rang : Cardinale des Poissons. Il est surnommé « Homme plus proche des dieux » mais aussi « le Silencieux ». Il s'oppose à Suikyô ainsi qu'à Shun et Tenma dans son temple et affronte également Shaka.
Techniques : Le Trésor du Ciel (Tenbû Hôrin), Quatre portes du Bouddha, Tenma Kofuku, Ungyo.
Shaka de la ViergeDe retour au Sanctuaire sous forme d'image rémanente, il apparaît dans la 6e maison et sauve in extremis Shun et Tenma d'une défaite face à Shijima, son alter ego du passé. La présence de Shaka dans le passé émane directement de l'armure d'Andromède, car dans le manga c'est le sang de Shaka qui avait redonné vie à cette armure après la première bataille du Sanctuaire où elle fut détruite dans la maison des Poissons (NB : dans l'animé, c'est Aldebaran du Taureau qui versait son sang).
Techniques : Le Trésor du Ciel (Tenbû Hôrin), Agyo.
Dohko de la BalanceDevenu chevalier d'or au début du volume 1 du manga, il est le gardien de la 7e maison du Zodiaque. . Lorsque son disciple arrive du futur, il se bat contre lui pour obtenir la preuve qu'il est bien son élève. À la fin de son combat contre Suikyô, il décide de trahir Athéna pour poursuivre le but secret du spectre du Garuda. Au XXe siècle, Dohko sera le maître de Shiryu du Dragon.
Techniques : La Colère du Dragon (Rozan Shô Ryû Hâ), Rozan Kô Ryû Hâ, Les 100 Dragons Suprêmes de Rozan (Rozan Hyakû Ryû Hâ), Rozan KouRyû Hâ.
Écarlate du Scorpion
Chevalier d'or du Scorpion du 18e siècle, défenseur de la maison de Scorpion et du Sanctuaire d'Athéna. Prédécesseur de Milo. Écarlate a la particularité d'invisibilité suite d'une piqûre d'un scorpion. Il a été sauvé de la mort par Odysseus (Ulysse) grâce à une transfusion sanguine.
Techniques : Restriction, L'Aiguille Écarlate (Scarlet Needle), Antares.
Gestalt du SagittaireChevalier d'or de l'ancienne Guerre Sainte du 18e siècle. La particularité de celui-ci est qu'il a le corps d'un centaure. Il aurait lui aussi des affinités avec Odysseus et semble avoir un lien avec le testament qu'Aiolos a laissé sur le mur de son temple au 20e siècle. Il a une flèche divine, la flèche de la déesse.
Techniques : Flèches du Sagittaire, Flèche de la Déesse.
Izô du CapricorneChevalier d'or de l'ancienne Guerre Sainte du XVIIIe siècle, Izo est le Chevalier d'or du Capricorne et gardien de la 11e maison du zodiaque. Il punit Shion et Dohko pour s'être lancés tête baissée à l'assaut du château d'Hadès. Il est surnommé : « Le Pourfendeur du Mal ». Dans épisode G Assassin il se trouve que l'enseignant de Shura était Izo du Capricorne.
Techniques : Excalibur.
Mystoria du VerseauChevalier d'or de l'ancienne guerre sainte du XVIIIe siècle, Mystoria est le Chevalier d'or du Verseau et gardien de la 12e maison du Zodiaque. Est un maître dans les techniques de congélation.
Technique : L'Exécution de l’Aurore (Aurora Execution), Kholodnyi Smerch (Tonnerre de l'Aurore, Aurora Thunder Attack).
Cardinale des poissonsChevalier d'or des poissons de l'ancienne guerre sainte du XVIIIe siècle, c'est un traître à son rang qui stoppa et attaqua shijima dans sa fuite avec bébé Athena.
Technique : La Rose démoniaque (Royal Demon Rose), La Rose sanguinaire (Bloody Rose), Dagues Roses (Daggers Roses).

#### Autres
Suikyô de la CoupeCompagnon d'arme de Dohko et Shion, il accepte de devenir un spectre afin de sauver la vie de son frère. Il est le maître de Tenma. Son armure, sous forme d'objet, a la particularité de contenir de l'eau qui dévoile l'avenir dans ses reflets.
Techniques: Hisô Byaku Renge, Hiso Hyakuga Senran.
GoldieLion gigantesque vêtu d'une armure, il est le compagnon d'arme de Kaiser. Il s'attaque aux spectres et à Tenma mais refuse de s'attaquer à Shun qui ne montre aucune hostilité.
SuishoPetit frère de Suikyô, c'est pour le sauver des tourments des Enfers que Suikyô accepte de devenir un spectre.
ShunreiCompagne de Shiryû aux Cinq Pics en Chine.
ShôryûBébé recueilli par Shunrei et Shiryû.
BlondieLionne géante sœur de Goldie.
Roi Lionlion géant chef des lions du mont Némée, en Grèce.
Soldats du Sanctuairenombreux simples soldats qui protègent le Sanctuaire d'Athéna.
Serpents d'Ophiuchusnombreux serpents venimeux de différentes tailles (grands et petits) qui sont sous le commandement du chevalier d'or d'Ophiuchus. Ils ont la même intelligence que les humains en fait ils ont la capacité de parler comme des humains. Ce sont des animaux sacrés qui vivent dans le Sanctuaire d'Athéna jusqu'à la résurrection d'Ophiuchus.

### Fidèles à Hadès
Pandoreprêtresses d'Hadès, À la tête des armées d'Hadès, commandez tout est 108 les Spectres. Elle surveille de loin la progression de Suikyô dans les 13 temples et interdit pour le moment à Vermeer d'entrer dans le combat. Comanda tutti è 108 gli Specters.
108 SpectresLes 108 Guerriers du Dieu Hadès.
AloneMeilleur ami de Tenma, il est devenu la réincarnation sur terre d'Hadès. Tenma se lance dans la bataille afin de le sauver de l'emprise du Dieu des Enfers.
Vermeer du GriffonUn des trois spectres majeurs de l'armée d'Hadès. Il est l'un des trois Juges des Enfers. Il reste très méfiant vis-à-vis de Suikyô.
Techniques: Cosmic Marionation, Cosmic Marionation Variation.
Wyvern Chagallun des trois juges des enfers et aussi l'un des trois spectres les plus puissants parmi les 108 au XVIIIe siècle.
Technique : Greatest Caution.
Papillon JulietteSpectre puissant qui est envoyé pour espionner ce qui se passe au Sanctuaire d'Athéna, puis pour tuer Sasha, la réincarnation d'Athéna au XVIIIe siècle.
Techniques : Fairy Thronging.
Miyan du CrapaudSpectre vil au service de Vermeer.
Nyah de CharonSpectre passeur des âmes des morts sur le Styx, au XVIIIe siècle.
GargoyleSpectre du XVIIIe siècle qui porte des messages de Pandore.
Spectres sans nomNombreux Spectres dont nous ne connaissons pas les noms mais qui apparaissent dans l'histoire.
Les squelettesnombreux simples soldats de l'armée d'Hadès.

#### Traîtres d'Athéna
Suikyô du GarudaUn des trois spectres majeurs de l'armée d'Hadès qui part à l'assaut des 13 temples du Sanctuaire afin d'arriver rapidement auprès d’Athéna. Il est l'ancien compagnon d'armes de Dohko et Shion en tant que chevalier d'argent de la Coupe. De toute évidence, son but n'est en réalité pas celui auquel il est destiné en tant que spectre.
Techniques: Hisô Byaku Renge, Hiso Hyakuga Senran.
Le Grand PopeUne nouvelle fois, ce chef des armées du Sanctuaire tente de tuer le bébé Athéna. Il en est empêché par le Chevalier de la Vierge.

### Fidèles à Artémis
CallistoCommandant des Satellites, et dame de compagnie d'Artémis sur l'Olympe. Elle manigance sans en avertir sa déesse et envoie un ange sur terre afin de tuer Seiya.
Est un personnage qui apparaît également dans le manga Saint Seiya: Saintia Sho, un lien clair entre les deux manga.
La ScoumouneCapitaine de la garde de Callisto, elle est envoyée avec ses soldats sur les pas de Saori et Shun afin de les empêcher d'atteindre Chronos et de remonter le temps.
Techniques: Crismon Viper.
TômaAnge déchu, il est libéré de sa prison céleste par Callisto afin de tuer Seiya et ainsi recouvrer définitivement sa liberté. Il est stoppé dans sa tentative par Marine et Hyôga. Il fait partie des chevaliers de l'Olympe ou "Anges" et porte une armure nommée Glory. Il pourrait être le frère que Marin recherche depuis des années.
HécateSorcière de la lune et habitante de l'Olympe. Elle accepte d'indiquer le chemin du Temple d'Artémis à Athéna en échange de ses cheveux qui vont lui permettre de rajeunir. Elle guide aussi les protagonistes jusqu'au passage créé par Chronos.
Les SatellitesElles sont les gardes du Temple d'Artémis et sont toutes munies d'arcs et de flèches. Elles s'opposent à l'entrée d'Athéna dans le Temple d'Artémis ainsi qu'à sa progression vers Chronos.
Apparaissent également dans le manga 'Saintia Sho', un lien clair entre les deux manga.

### Fidèles à soi-même
ChronosDieu du temps, sans forme, il crée un passage temporel afin de permettre à Athéna de retourner dans le passé. Il altère cependant les télomères de Saori pour qu'elle se retrouve dans le passé sous forme de bébé.
Odysseus de l'Ophiuchus (Ulysse du serpentaire)13e chevalier d'or, il est connu au Sanctuaire comme étant une légende et comme étant un chevalier maudit provoquant l'ultime destruction. Sa puissance est telle qu'il fut considéré comme l'égal des Dieux. Sa maison se trouvait originellement entre celles du Scorpion et du Sagittaire. Sa légende précise qu'il était le plus puissant et le plus doué des 88 saints d'Athéna, qui avait le pouvoir de guérir toutes sortes de blessures et de toutes sortes de maladies, mais qu'il fut banni pour avoir voulu s'élever au même rang que les Dieux. Il  est la réincarnation du légendaire chevalier d'or Asclepius.
Asclepius du Serpentaire (Ophiuchus)Légendaire chevalier d'or considéré comme le plus fort parmi les 88 chevaliers d'Athéna.

## Liste des volumes et chapitres
| no | Japonais         | Japonais          | Français          | Français          |
| no | Date de sortie   | ISBN              | Date de sortie    | ISBN              |
| --- | ---------------- | ----------------- | ----------------- | ----------------- |
| 1 | 6 février 2009   | 978-4-253-13271-8 | 10 novembre 2010  | 978-2-8094-1461-5 |
| Liste des chapitres : - Prologue - 27 avril 2006. - Partie 1 - Shion et Dohko - 3 août 2006. - Partie 2 - Alone - 17 août 2006. - Partie 3 - Tenma - 21 septembre 2006. - Partie 4 - Amis - 2 novembre 2006. - Partie 5 - L’Épée d’Hadès - 9 novembre 2006. - Partie 6 - L’Éveil d’Hadès - 16 novembre 2006. - Partie 7 - Le Château d’Hadès - 21 décembre 2006. - Partie 8 - Spectres - 4 janvier 2007. - Partie 9 - Barrière - 2 août 2007. - Partie 10 - Suikyo - 16 août 2007. - Partie 11 - Chaleur - 6 décembre 2007. - Partie 12 - L’Eau de la Coupe - 24 janvier 2008. |                  |                   |                   |                   |
| 2 | 8 mars 2010      | 978-4-253-13272-5 | 1er mai 2011      | 978-2-8094-1824-8 |
| Liste des chapitres : - Partie 13 - Izō et Ox - 5 février 2009. - Partie 14 - Le bracelet de fleurs - 10 février 2009. - Partie 15 - Le Temple de la Lune - 18 février 2009. - Partie 16 - Tant que l’amour existera - 25 février 2009. - Partie 17 - La Scoumoune - 16 septembre 2009. - Partie 18 - Phœnix, l’oiseau immortel - 23 septembre 2009. - Partie 19 - Le portail de l’espace-temps - 30 septembre 2009. |                  |                   |                   |                   |
| 3 | 8 décembre 2010  | 978-4-253-13273-2 | 21 septembre 2011 | 978-2-8094-2053-1 |
| Liste des chapitres : - Partie 20 - Naissance d’Athéna - 11 mars 2010. - Partie 21 - La dague du Pope - 18 mars 2010. - Partie 22 - Aux côtés d'Athéna - 25 mars 2010. - Partie 23 - L'ennemi est dans le Sanctuaire - 1er avril 2010. - Partie 24 - Le mur de cristal - 19 août 2010. - Partie 25 - Les larmes de sang - 26 août 2010. - Partie 26 - La voix d'Athéna - 2 septembre 2010. |                  |                   |                   |                   |
| 4 | 8 décembre 2011  | 978-4-253-13274-9 | 8 mai 2013        | 978-2-8094-2871-1 |
| Liste des chapitres : - Partie 27 - Le combat à mort dans le temple du Bélier - 9 septembre 2010. - Partie 28 - Suishō - 16 septembre 2010. - Partie 29 - Les lances de glace - 22 septembre 2010. - Partie 30 - L'ange déchu à une seule aile - 9 décembre 2010. - Partie 31 - Le labyrinthe des Gémeaux - 23 décembre 2010. - Partie 32 - Prémonition de guerre - 6 janvier 2011. - Partie 33 - Bataille mortelle au temple des Gémeaux - 13 janvier 2011. |                  |                   |                   |                   |
| 5 | 6 avril 2012     | 978-4-253-13275-6 | 3 juillet 2013    | 978-2-8094-3195-7 |
| Liste des chapitres : - Partie 34 - Abel des Gémeaux - 20 janvier 2011. - Partie 35 - Lumière et Obscurité - 27 janvier 2011. - Partie 36 - DeathToll le fabricant de cercueils - 1er décembre 2011. - Partie 37 - Omertà, le cercueil de silence - 8 décembre 2011. - Partie 38 - Le sacrifice du GenroMaō-ken - 22 décembre 2011. - Partie 39 - La chaleur de ces jours - 5 janvier 2012. - Partie 40 - Continuer à avancer - 12 janvier 2012. |                  |                   |                   |                   |
| 6 | 7 décembre 2012  | 978-4-253-13276-3 | 16 octobre 2013   | 978-2-8094-3348-7 |
| Liste des chapitres : - Partie 41 - Jusqu'à ce jour - 31 mai 2012. - Partie 42 - Résurrection - 6 juin 2012. - Partie 43 - Kaiser du Lion - 13 juin 2012. - Partie 44 - Poings de lumière - 21 juin 2012. - Partie 45 - Mauvais tour divin - 28 juin 2012. - Partie 46 - Le labyrinthe des dieux - 5 juillet 2012. - Partie 47 - La compassion du guerrier - 12 juillet 2012. |                  |                   |                   |                   |
| 7 | 8 août 2013      | 978-4-253-13277-0 | 7 mai 2014        | 978-2-8094-3950-2 |
| Liste des chapitres : - Partie 48 - Flamme de l'amitié - 6 décembre 2012. - Partie 49 - Les portes de la mort - 12 décembre 2012. - Partie 50 - La lumière sacrée - 27 décembre 2012. - Partie 51 - Dragon et Cygne - 10 janvier 2013. - Partie 52 - Dragon et Tigre, élève et maître - 17 janvier 2013. - Partie 53 - Héritier - 24 janvier 2013. - Partie 54 - Le temple maléfique - 31 janvier 2013. |                  |                   |                   |                   |
| 8 | 6 décembre 2013  | 978-4-253-13278-7 | 15 octobre 2014   | 978-2-8094-4221-2 |
| Liste des chapitres : - Partie 55 - Le treizième Gold Saint - 22 août 2013. - Partie 56 - Mon ami - 29 août 2013. - Partie 57 - Les deux Tenbu Hōrin - 4 septembre 2013. - Partie 58 - Aun - 10 septembre 2013. - Partie 59 - Bravoure - 16 septembre 2013. - Partie 60 - Cosmos divin - 22 septembre 2013. - Partie 61 - Poème d'adieu pour un ami - 1er septembre 2013. |                  |                   |                   |                   |
| 9 | 20 juin 2014     | 978-4-253-13279-4 | 11 mars 2015      | 978-2-8094-4982-2 |
| Liste des chapitres : - Partie 62 - L'étendard de la Révolution - 2 décembre 2013. - Partie 63 - Bataille mortelle en enfer - 10 décembre 2013. - Partie 64 - Shabadabada'a - 23 décembre 2013. - Partie 65 - Procession funéraire - 8 janvier 2014. - Partie 66 - Le terrible supplice du Cancer - 15 janvier 2014. - Partie 67 - Peach Bomber - 21 janvier 2014. - Partie 68 - Les émissaires - 29 janvier 2014. |                  |                   |                   |                   |
| 10 | 8 juin 2016      | 978-4-253-13280-0 | 15 février 2017   | 978-2-8094-5478-9 |
| Liste des chapitres : - Épisode spécial I - Le serment de la déesse - Épisode spécial II - Fissure spatio-temporelle - Partie 69 - L'épreuve du Lion - 3 décembre 2015. - Partie 70 - Le venin de Samaël - 10 décembre 2015. - Partie 71 - Mystria - 21 décembre 2015. - Partie 72 - Gel contre gel - 5 janvier 2016. - Partie 73 - L'héritier du Verseau - 11 janvier 2016. - Partie 74 - Secousses de mauvais augure - 19 janvier 2016. |                  |                   |                   |                   |
| 11 | 7 septembre 2017 | 978-4-253-13281-7 | 12 septembre 2018 | 978-2-8094-7120-5 |
| Liste des chapitres : - Partie 75 - Le rêve prémonitoire de Shiryū (紫龍 邯鄲 の 夢, Shiryu kantan no yume) - 8 décembre 2016 - Partie 76 - Écarlate de la maison du Scorpion (天蠍 宮 の エ カ ル ラ ー ト, Tenkatsukyū pas ekarurāto) - 15 décembre 2016 - Partie 77 - Le sang doré (黄金 血, Gōruden Buraddo) - 22 décembre 2016 - Partie 78 - Celui choisi par le Dragon (龍 に 選 ば れ し 者, Erabareshi mono Ryu) - 12 janvier 2017 - Partie 79 - La flèche de la maison du Sagittaire (人馬 宮 の 矢, Jinbakyū pas ya) - 19 janvier 2017 - Partie 80 - La légende de l'homme et du cheval (人馬 伝 説, Jinba densetsu) - 26 janvier 2017 - Partie 81 - La flèche de la Déesse (女神 の 矢, Megami no ya) - 2 février 2017 |                  |                   |                   |                   |
| 12 | 8 mai 2018       | 978-4-253-13282-4 | 9 octobre 2019    | 978-2-8094-7878-5 |
| Liste des chapitres : - Partie 82 - Hypnothérapie (ヒュプノテラピア, Hyupunoterapia) - 7 septembre 2017 - Partie 83 - L'heure de la resurrection (復活の刻, Fukkatsu no koku) - 14 septembre 2017 - Partie 84 - La résurrection d'Odysseus (オデッセウスの復活, Odesseusu no fukkatsu) - 21 septembre 2017 - Partie 85 - Le principe de l'éveil (覚醒の法, Kakusei no hō) - 28 septembre 2017 - Partie 86 - Les douleurs du passé (過去の痛み, Kako no itami) - 5 octobre 2017 - Partie 87 - Deux âmes dans un seul corps (ニ心ー体, Nishin ittai) - 12 octobre 2017 - Partie 88 - Sous la constellation du trouble (悩める星座のもとに, Nayameru seiza no moto ni) - 19 octobre 2017                                             |                  |                   |                   |                   |
| 13 | 8 juin 2021      | 978-4-253-13283-1 | 7 décembre 2022   | 978-2-809-48976-7 |
| Liste des chapitres : - Partie 89 - Résurrection depuis les ténèbres - 10 mai 2018 - Partie 90 - Une belle personne - 17 mai 2018 - Partie 91 - Le cœur du lion - 24 mai 2018 - Partie 92 - Les fruits de Corleone - 31 mai 2018 - Partie 93 - Le bâton d'Asclépios - 7 juin 2018 - Partie 94 - Silencieux - 14 juin 2018 - Partie 95 - Au-delà du rêve - 21 juin 2018 |                  |                   |                   |                   |
| 14 | 7 avril 2023     | 978-4-253-13284-8 | 24 janvier 2024   | 979-10-3912322-8  |
| Liste des chapitres : - Partie 96 - L'épée Chrysos (クリューソズの剣, Kuryūsozu no ken) - 3 juin 2021 - Partie 97 - La Fosse du Tartare (タルタロスの井戸, Tarutarosu no ido) - 10 juin 2021 - Partie 98 - Possession (憑依, Hyō'i) - 17 juin 2021 - Partie 99 - Sasha (サーシャ, Sāsha) - 24 juin 2021 - Partie 100 - Sous les étoiles (星の下に, Hoshi no shita ni) - 1er juillet 2021 - Partie 101 - Personne de confiance (託された者, Takusaretamono) - 8 juillet 2021 - Partie 102 - La princesse endormie (眠り姫, Nemurihime) - 14 juillet 2021 |                  |                   |                   |                   |
| 15 | 8 mai 2024       | 978-4-253-13285-5 | 4 décembre 2024   | 979-10-3913184-1  |
| Liste des chapitres : - Partie 103 - Protéger Athéna (アテナを守れ, Atena o Mamore) - 13 avril 2023 - Partie 104 - Vers le monde des vivants (娑婆へ, Shaba e) - 20 avril 2023 - Partie 105 - Le lien des fleurs (花の絆, Hana no Kizuna) - 27 avril 2023 - Partie 106 - La voix du cœur (心の声, Kokoro no Koe) - 11 mai 2023 - Partie 107 - Disparition du Scorpion (蠍座の消滅, Sukōpion no Shōmetsu) - 18 mai 2023 - Partie 108 - D'au-delà des flammes (炎の彼方から, Honō no Kanata kara) - 25 mai 2023 - Partie 109 - La lame tueuse de dieux (神殺しの刃, Kamigoroshi no Yaiba) - 1 juin 2023 - Partie 110 - Le rassemblement d'or (黄金の集結, Gōrudo no Shūketsu) - 8 juin 2023                                         |                  |                   |                   |                   |
| 16 | 8 novembre 2024  | 978-4-253-13286-2 |                   |                   |
| Liste des chapitres : - Partie 111 - Tir ! La flèche d'Athéna (放! 女神の矢, Hanate! Atena no Ya) - 16 mai 2024 - Partie 112 - Emblème brûlant (燃える紋章, Moeru Enburemu) - 23 mai 2024 - Partie 113 - La mue (脱皮, Dappi) - 30 mai 2024 - Partie 114 - L'épée de l'Empereur des Ténèbres (冥王の剣, Meiou no Ken) - 6 juin 2024 - Partie 115 - La mort d'Athéna (アテナの死, Atena no shi) - 13 juin 2024 - Partie 116 - Signe de fleur (花の標, Hana no shirube) - 20 juin 2024 - Partie 117 - Apollon, le dieu du soleil (太陽神 アポロン, Taiyōshin Aporon) - 27 juin 2024 - Partie 118 - Vents de demain (未来への風, Ashita e no Kaze) - 4 juillet 2024                                                                  |                  |                   |                   |                   |

## Réception
Au Japon, tous les volumes de Saint Seiya Next Dimension sont entrés dans le Top 30 des mangas les plus vendus dans la première semaine.
Au Japon, le premier volume relié a été vendu à 30 618 exemplaires lors de la première semaine suivant sa parution, le 6 février 2009, et s'est placé au 22e rang du classement des 30 mangas les plus vendus depuis le début du mois dans l'archipel. La semaine suivante verra les ventes cumulées portées à 67 426 exemplaires, mais le manga descendra à la 27e place du classement des ventes mensuelles.
Selon les données publiées par l'éditeur Akita Shoten, le cumul des ventes des premiers trois tomes porte à 300 000 le nombre de copies écoulées pour ce manga.
| Vol. | Date de sortie  | Exemplaires écoulés au Japon | Rang des meilleures ventes du mois au Japon |
| ---- | --------------- | ---------------------------- | ------------------------------------------- |
| 1    | 6 février 2009  | 67 426 exemplaires           | 27e place                                   |
| 2    | 8 mars 2010     | 47 896 exemplaires           | 9e position                                 |
| 3    | 8 décembre 2010 | 44 200 exemplaires           | 17e rang                                    |
| 4    | 8 décembre 2011 | 43 804 exemplaires           | 17e rang                                    |
| 5    | 2 avril 2012    | 57 457 exemplaires           | 17e rang                                    |
| 6    | 3 décembre 2012 | 61 157 exemplaires           | 30e rang                                    |
| 7    | 15 août 2013    | 60 227 exemplaires           | 30e rang                                    |
| 8    | 5 décembre 2013 | 62 205 exemplaires           | 28e rang                                    |
| 9    | n.a.            | n.a.                         | n.a.                                        |
| 10   | 6 juin 2016     | 46 729 exemplaires           | 19e rang                                    |

## Liens avec d'autres mangas deSaint Seiya
Saint Seiya Next Dimension a influencé divers travaux dérivés, dans lesquels sont apparus des personnages de Next Dimension, en créant un lien entre les œuvres. Deathtoll du Cancer et Izō du Capricorne apparaissent également dans Saint Seiya, épisode G ~Assassin~ de Megumu Okada. Callisto et Artemis apparaissent aussi dans Saint Seiya: Saintia Sho de Chimaki Kuori.
Dans Saint Seiya Final Edition (la dernière édition du manga original Saint Seiya), dans le chapitre intitulé Origines, une image des 12 saints d'or du 18e siècle est montrée, ceux de Saint Seiya Next Dimension, et le vieux prêtre Shion dit que 10 d'entre eux ont perdu la vie pour gagner la guerre sacrée du XVIIIe siècle contre Hadès, les seuls survivants étaient Dohko et Shion.
Dans Saint Seiya Times Odyssey, il est révélé que Cardinale des Poissons, le Chevalier d'Or du 18e siècle de Saint Seiya Next Dimension, était l'ancêtre d'Aphrodite des Poissons, le Chevalier d'Or du 20e siècle du manga Saint Seiya.

## SuiteSaint Seiya Then: Haikyo no Hana
Un chapitre couleur de 8 pages intitulé Saint Seiya Then: Haikyo no Hana (Fleurs de la ruine) a été publié dans le 50e numéro de 2024 du magazine Weekly Shōnen Champion d'Akita Shoten. Dans celui-ci, après les événements de Saint Seiya: Next Dimension, Saori Kido (Athena) se promène à l'intérieur du Sanctuaire, ayant atteint la neuvième maison du Zodiaque, celle du Sagittaire. Elle se retrouve devant l'écriture sur le mur d'Aiolos Sagittaire, et Saori récupérer toute sa des souvenirs qu'il avait perdus dans le passé à cause d'Apollon. Elle laisse ensuite un bouquet de fleurs devant l'écriture en hommage aux saints qui ont protégé Athéna dans le passé.

## Myth Cloth Ex
L'événement Tamashii Nation 2017, qui s'est déroulée au Japon du 1er au 3 décembre, propose la Saint Cloth Myth Ex de Ophiuchus Asclepios, le 13e chevalier d'or qui est apparu dans l'histoire du manga Next Dimension. Elle mesure 18 cm et coûte 16 000 yens.
Avant cela, elle est exposée au Tamaiyo Nations Akiba Showroom Akihabara à Tokyo, puis vendue également sur le marché on-line.

## Autres médias
Lors de l'événement du 50e anniversaire du magazine Weekly Shōnen Champion, l'armure dorée du treizième chevalier d'or d'Ophiuchus a été recréée à une échelle de 1:1, d'environ deux mètres de haut. L'armure est exposée avec plusieurs dessins de Saint Seiya Next Dimension et les figurines d'action du treizième chevalier d'or d'Ophiuchus.
Dans le jeu vidéo pour mobile et smartphone Saint Seiya Awakening de la société Trecent, une chanson pour Saint Seiya: Next Dimension a été créée, intitulée "End or Next?". Elle est chantée par Nobuo Yamada, le chanteur original du célèbre Pegasus Fantasy. Le 13e chevalier d'or d'Ophiuchus est présenté comme un personnage dans le jeu mobile, qui a fait l'objet d'une présentation vidéo en infographie CGI exprimée par Yuichi Nakamura.
D'autres personnages de Saint Seiya: Next Dimension apparaissent dans le jeu vidéo Saint Seiya Awakening en tant que Kaiser du Lion, Goldie, Deathtoll du Cancer, Gestalt du Sagittaire, Écarlate du Scorpion, Artémis et Suikyō de la Coupe.

### Édition japonaise
1. 1 2  (ja) « Tome 1 », sur akitashoten.co.jp.
2. 1 2  (ja) « Tome 2 », sur shinchosha.co.jp.
3. 1 2  (ja) « Tome 3 », sur akitashoten.co.jp.
4. 1 2  (ja) « Tome 4 », sur akitashoten.co.jp.
5. 1 2  (ja) « Tome 5 », sur akitashoten.co.jp.
6. 1 2  (ja) « Tome 6 », sur akitashoten.co.jp.
7. 1 2  (ja) « Tome 7 », sur akitashoten.co.jp.
8. 1 2  (ja) « Tome 8 », sur akitashoten.co.jp.
9. 1 2  (ja) « Tome 9 », sur akitashoten.co.jp.
10. 1 2  (ja) « Tome 10 », sur akitashoten.co.jp.
11. 1 2  (ja) « Tome 11 », sur akitashoten.co.jp.
12. 1 2  (ja) « Tome 12 », sur akitashoten.co.jp.
13. 1 2  (ja) « Tome 13 », sur akitashoten.co.jp.
14. 1 2  (ja) « Tome 14 », sur akitashoten.co.jp.
15. 1 2  (ja) « Tome 15 », sur akitashoten.co.jp.
16. 1 2  (ja) « Tome 16 », sur akitashoten.co.jp.

### Édition française
1. 1 2  « Tome 1 », sur Panini.
2. 1 2  « Tome 2 », sur Panini.
3. 1 2  « Tome 3 », sur Panini.
4. 1 2  « Tome 4 », sur Panini.
5. 1 2  « Tome 5 », sur Panini.
6. 1 2  « Tome 6 », sur Panini.
7. 1 2  « Tome 7 », sur Panini.
8. 1 2  « Tome 8 », sur Panini.
9. 1 2  « Tome 9 », sur Panini.
10. 1 2  « Tome 10 », sur Panini.
11. 1 2  « Tome 11 », sur Panini.
12. 1 2  « Tome 12 », sur Panini.
13. 1 2  « Tome 13 », sur Panini.
14. 1 2  « Tome 14 », sur Panini.
15. 1 2  « Tome 15 », sur Panini.